# تروور
تروور (به لاتین: Tõruvere) یک روستا در استونی است که در محله الاتسکیوی واقع شده‌است.